# Geely Xingyue L

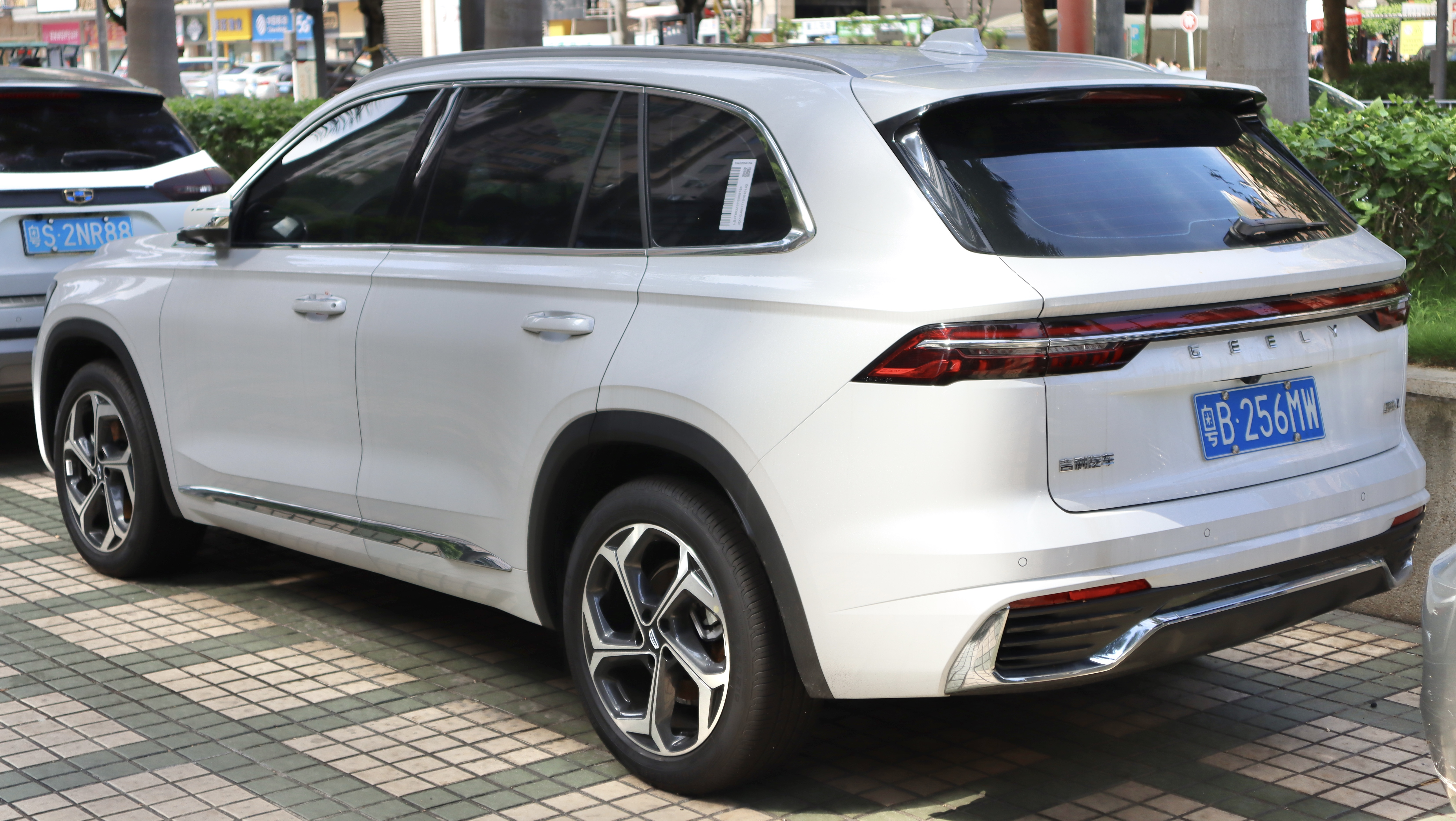
Heckansicht

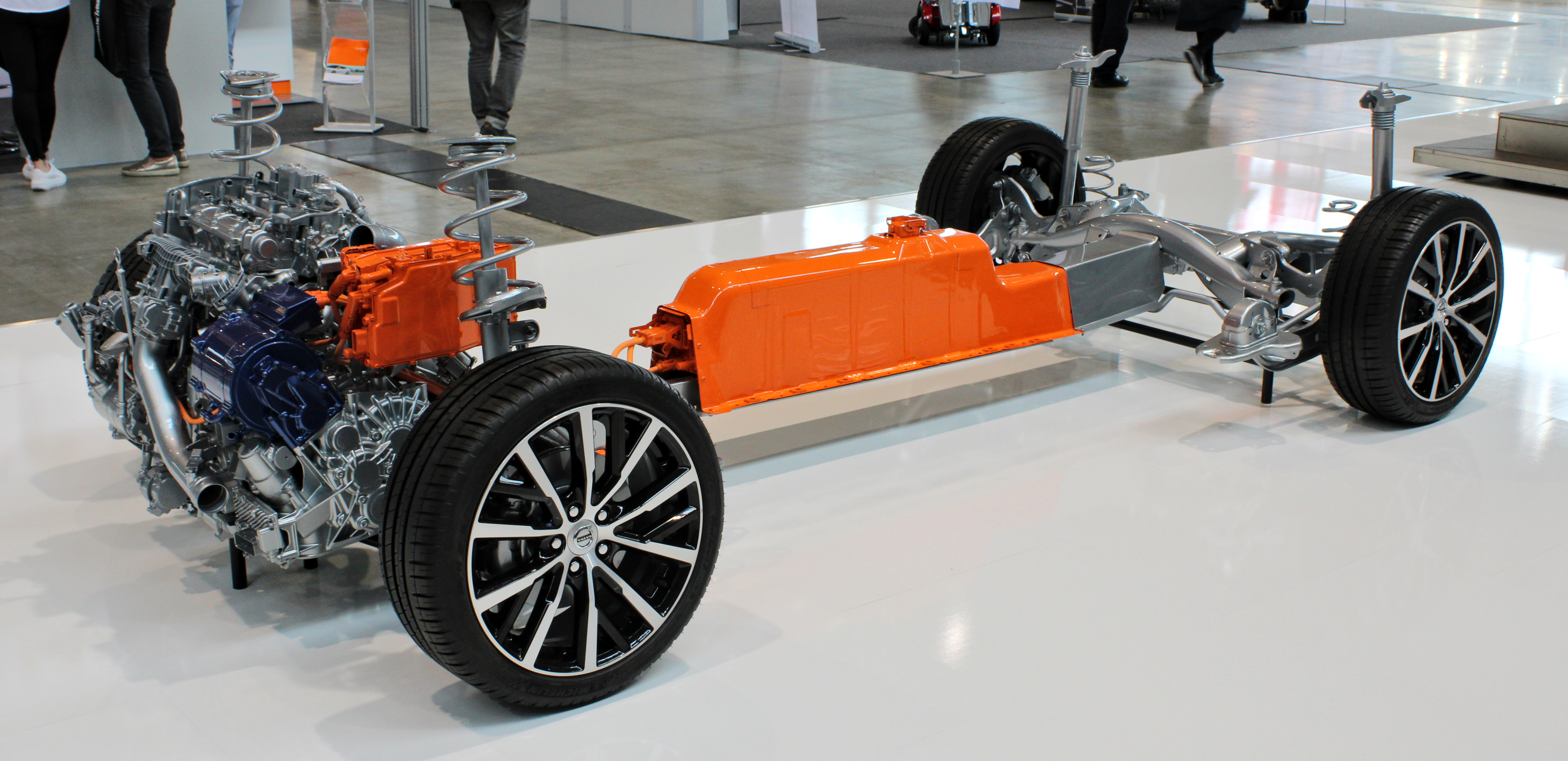
CMA-Plattform

Der Geely Xingyue L ist ein Sport Utility Vehicle des chinesischen Automobilherstellers Geely. Nach dem SUV-Coupé Xingyue S und der Limousine Xingrui ist es das dritte Modell der Marke Geely auf Basis der CMA-Plattform (Compact Modular Architecture).

## Geschichte
Vorgestellt wurde das fünfsitzige Fahrzeug im Januar 2021 noch als Geely KX11. Einen Monat später wurde der offizielle Name bekanntgegeben. Öffentlichkeitspremiere hatte das SUV auf der Shanghai Auto Show im April 2021. Die Markteinführung auf dem chinesischen Heimatmarkt erfolgte im Juli 2021. Im November 2021 wurde auch eine Hybrid- und im August 2022 eine Plug-in-Hybrid-Variante mit über 200 km elektrischer Reichweite nach WLTP angekündigt. Eine überarbeitete Version der Baureihe debütierte im September 2023. Außerhalb Chinas wird die Baureihe als Geely Monjaro vermarktet.

## Technische Daten
Der Xingyue L wurde zum Marktstart von einem aufgeladenen Zweiliter-Ottomotor angetrieben. Der Allradantrieb in der stärkeren Variante stammt von BorgWarner. Als Getriebe steht entweder ein selbst entwickeltes 7-Stufen-DSG oder ein 8-Stufen-Automatikgetriebe von Aisin Seiki zur Wahl. Der Ende 2021 folgende Otto-Hybrid Hi X hat ein 3-Stufen-Elektrogetriebe, genauso wie der Plug-in-Hybrid Hi P.
|                                             | 2.0T                             | 2.0T                       | 2.0T                       | Hi X                        | Hi P                        |
| Bauzeitraum                                 | seit 07/2021                     | seit 07/2021               | ab 2025                    | seit 12/2021                | 11/2022–10/2023             |
| Motorkenndaten                              |                                  |                            |                            |                             |                             |
| Motortyp                                    | R4-Ottomotor                     | R4-Ottomotor               | R4-Ottomotor               | R3-Ottomotor + Elektromotor | R3-Ottomotor + Elektromotor |
| Motoraufladung                              | Turbolader                       | Turbolader                 | Turbolader                 | Turbolader                  | Turbolader                  |
| Hubraum                                     | 1969 cm³                         | 1969 cm³                   | 1969 cm³                   | 1480 cm³                    | 1480 cm³                    |
| max. Leistung Verbrennungsmotor bei min−1   | 160 kW (218 PS) / 5000           | 175 kW (238 PS) / 5500     | 200 kW (272 PS)            | 110 kW (150 PS) / 5500      | 110 kW (150 PS)             |
| max. Systemleistung                         | —                                | —                          | —                          | 180 kW (245 PS)             | k. A.                       |
| max. Drehmoment Verbrennungsmotor bei min−1 | 325 Nm / 1700–4000               | 350 Nm / 1800–4500         |                            | 225 Nm                      | 225 Nm                      |
| max. Systemdrehmoment                       | —                                | —                          | —                          | 545 Nm                      | k. A.                       |
| Kraftübertragung                            |                                  |                            |                            |                             |                             |
| Antrieb                                     | Vorderradantrieb                 | Allradantrieb              |                            | Vorderradantrieb            | Vorderradantrieb            |
| Getriebe, serienmäßig                       | 7-Stufen-Doppelkupplungsgetriebe | 8-Stufen-Automatikgetriebe | 8-Stufen-Automatikgetriebe | 3-Stufen-Elektrogetriebe    | 3-Stufen-Elektrogetriebe    |
| Messwerte                                   |                                  |                            |                            |                             |                             |
| Höchstgeschwindigkeit                       | 215 km/h                         | 215 km/h                   | 225 km/h                   | 190 km/h                    | 200 km/h                    |
| Beschleunigung, 0–100 km/h                  | 7,9 s                            | 7,7 s                      | k. A.                      | 7,9 s                       | k. A.                       |
| Kraftstoffverbrauch auf 100 km (kombiniert) | 6,8 l Super                      | 7,8 l Super                | k. A.                      | 4,3 l Super                 | 0,4 l Super                 |
| Abgasnorm                                   | China VI                         | China VI                   | China VI                   | China VI                    | China VI                    |